# Fameck
Fameck là một xã trong vùng Grand Est, thuộc tỉnh Moselle, quận Thionville-Ouest, tổng Fameck. Tọa độ địa lý của xã là 49° 17' vĩ độ bắc, 06° 06' kinh độ đông. Fameck nằm khoảng 10 km về phía tây nam của Thionville.